# Agilolf
Agilolf (7. Jahrhundert) war ein Angehöriger des bayerischen Herrschergeschlechts der Agilolfinger. Sein Vater war Garibald II.; sein Sohn war Theodo II. Über Agilolf ist – außer seinem Namen und seiner Rolle als Bindeglied zwischen Garibald II. und Theodo II. – historisch nichts überliefert.